# Фридрих Карл фон Кастел-Кастел
Фридрих Карл фон Кастел-Кастел (на немски: Friedrich Carl Fürst zu Castell-Castell) от род Кастел е граф и господар на графството Кастел-Кастел от 1901 г. 1. княз на Кастел-Кастел и немски племенен господар на Кралство Бавария.

## Биография
Роден е на 22 юли 1864 година в Кастел при Китцинген. Той е син на граф и господар Фридрих Карл Вилхелм Ернст фон Кастел-Кастел (1826 – 1886) и съпругата му графиня Емма фон Золмс-Рьоделхайм-Асенхайм (1831 – 1904), дъщеря на граф Карл Фридрих Лудвиг Кристиан Фердинанд фон Золмс-Рьоделхайм-Асенхайм (1790 – 1844) и графиня Луиза Амалия фон Ербах-Шьонберг (1795 – 1875), дъщеря на граф Густав Ернст фон Ербах-Шьонберг (1739 – 1812) и графиня Хенриета Кристиана фон Щолберг-Щолберг (1753 – 1816). Внук е на граф Фридрих Лудвиг Хайнрих фон Кастел-Кастел (1791 – 1875) и принцеса Емилия фон Хоенлое-Лангенбург (1793 – 1859). Правнук е на граф Албрехт Фридрих Карл фон Кастел-Кастел (1766 – 1810) и принцеса Амалия фон Льовенщайн-Вертхайм-Фройденберг (1771 – 1823). Брат е на граф Ото Фридрих фон Кастел-Кастел (1868 – 1939).
Фридрих Карл фон Кастел-Кастел е политик и войник. Той е полковник à la suite. Получава титлата „почетен доктор honoris causa“ на университет Вюрцбург.
Фридрих Карл фон Кастел-Кастел е издигнат от краля на Бавария Луитполд заради заслугите му заедно с братовчед му Волфганг фон Кастел-Рюденхаузен (1830 – 1913) на 7 март 1901 г. на княз на Кастел-Кастел. Той е наследствен имперски съветник на баварската корона и член на камерата на имперските племена на Баварския парламент (Ландтаг).
Умира на 3 януари 1923 година в Мюнхен, Ваймарска република, на 58-годишна възраст.

## Фамилия
Фридрих Карл фон Кастел-Кастел се жени на 26 юни 1895 г. в Мерзебург за графиня Гертруд фон Щолберг-Вернигероде (* 5 януари 1872, Рорлах при Яновиц; † 29 август 1924, Вюрцбург), дъщеря на граф Константин фон Щолберг-Вернигероде (1843 – 1905) и първата му съпруга графиня Антония фон Щолберг-Вернигероде (1850 – 1878), дъщеря на граф Конрад фон Щолберг-Вернигероде (1811 – 1851). Те имат осем деца:
- Антония Емма Елизабет (* 18 април 1896, Кастел; † 4 май 1971, Ернстбрун), омъжена в Кастел на 7 август 1918 г. за принц Хайнрих XXXIX Ройс-Шлайц-Кьостриц (* 23 юни 1891, Ернстбрун; † 24 февруари 1946, Залцбург)
- Карл Фридрих фон Кастел-Кастел (* 8 май 1897, Кастел; † 10 май 1945, убит в битка при Каслау, Бохемия), 2. княз на Кастел-Кастел, женен в Лих на 12 септември 1923 г. за принцеса Анна-Агнес фон Золмс-Хоензолмс-Лих (* 11 януари 1899, Илзенбург; † 8 септември 1987, Кастел)
- Константин Фридрих (* 27 октомври 1898, Кастел; † 2 ноември 1966, Вюрцбург), женен на 1 юли 1933 г. (развод 27 октомври 1956) за графиня Луитгардис ван Рехтерен-Лимпург (* 4 март 1908; † 3 април 1989 при Утрехт)
- Маргарета (* 27 октомври 1899, Кастел; † 24 декември 1969, Вертхайм), омъжена на 3 май 1922 г. в Кастел за 6. княз Удо фон Льовенщайн-Вертхайм-Фройденберг (* 8 септември 1896; † 26 декември 1980)
- Вилхелм Фридрих (* 12 декември 1901, Кастел; † 11 ноември 1968, Вертхайм), граф, натурализиран в САЩ 1940 г. като Вилиам Ф.Кастел, женен на 5 април 1930 г. в Индианаполис, Индиана, САЩ, за Елла Хут (* 25 септември 1905; † 30 май 1980)
- Георг Фридрих (* 12 ноември 1904, Кастел; † 6 септември 1956, Кастел), женен на 2 май 1938 г. в Исерода при Ваймар на 2 май 1938 г. за Гудрун Берта Луиза фон Айхел-Щтрайбер (* 12 август 1919, Исерода; † 22 май 1997, Кастел)
- Емма Клотилда (* 8 юни 1907, Кастел; † 8 юни 1907, Отобрун), омъжена в Кастел на 21 юли 1934 г. за фрайхер Евгений фон Лотцбек (* 24 февруари 1882; † 22 май 1942)
- Доротея Рената (* 11 октомври 1910, Кастел; † 1 май 1934, Вюрцбург)